# Elecciones estatales de Ceará de 2022
Las elecciones estatales de 2022 en Ceará se realizaron el 2 de octubre como parte de las elecciones generales en 26 estados y el Distrito Federal. Se eligieron gobernador y vicegobernador, senador y dos suplentes, 22 diputados federales y 46 estatales. De acuerdo con la Constitución Federal, el gobernador electo ejercerá un mandato de cuatro años a partir del 1 de enero de 2023 y que, con la aprobación de la Enmienda Constitucional N° 111, finalizará el 6 de enero de 2027.
Para el gobierno estatal estaba en disputa la sucesión de Izolda Cela (sin partido), elegida y reelecta vicegobrnadora como candidata del Partido Democrático Laborista (PDT) en 2014 y 2018, respectivamente, asumiendo como gobernadora el 2 de abril de 2022 luego de la renuncia de Camilo Santana, del Partido de los Trabajadores (PT), quien renunció para competir por un escaño al Senado Federal. Según la legislación electoral, Izolda podía postularse para la reelección, pero Roberto Cláudio fue elegido como candidato del PDT para el gobierno del estado en una primaria, y terminó por abandonar el partido.
Para la elección al Senado Federal, estaba en disputa la vacante ocupada por Tasso Jereissati del Partido de la Social Democracia Brasileña (PSDB), elegido en 2014, que optó por no presentarse a la reelección.
Elmano de Freitas, candidato apoyado por la gobernadora Izolda Cela y candidato del PT, alcanzó, en primera vuelta, el 54,02% de los votos válidos, siendo elegido para el gobierno del estado, sin necesidad de segunda vuelta. Para el Senado, a su vez, Camilo Santana también del PT fue elegido con el 69,80% del total de los votos válidos, y se convirtió en el senador más votado en la historia de Ceará, superando el récord de Cid Gomes, elegido para el Senado en 2018.

## Calendario electoral
La siguiente tabla presenta un resumen del calendario electoral 2022.
| Calendario electoral             | Calendario electoral                                                             |
| -------------------------------- | -------------------------------------------------------------------------------- |
| 15 de mayo                       | Inicio del financiamiento para precandidatos                                     |
| 20 de julio al 5 de agosto       | Convenciones partidarias para elegir candidatos y coaliciones                    |
| 16 de agosto                     | Comienzo de las campañas electorales                                             |
| 26 de agosto al 29 de septiembre | Publicidad electoral gratuita en radio y televisión relativa a la primera vuelta |
| 2 de octubre                     | Primera vuelta de las elecciones                                                 |
| hasta el 19 de diciembre         | Diplomatura de los elegidos por el Tribunal Electoral                            |

## Candidatos a gobernador
El siguiente cuadro está organizado en orden alfabético de candidatos según el nombre registrado en el Tribunal Electoral.
     Candidato electo
| Gobernador        | Gobernador | Gobernador | Vicegobernador/a      | Vicegobernador/a | Vicegobernador/a | Nª | Partido / Federación                                                                     | Tiempo en franja | Ref    |
| Candidato         | Partido    | Partido    | Candidato             | Partido          | Partido          | Nª | Partido / Federación                                                                     | Tiempo en franja | Ref    |
| ----------------- | ---------- | ---------- | --------------------- | ---------------- | ---------------- | -- | ---------------------------------------------------------------------------------------- | ---------------- | ------ |
| Capitán Wagner    |            | UNIÃO      | Raimundo Matos        |                  | PL               | 44 | Unión por Ceará UNIÃO, Avante, PTB, REP, PL, PODE, PROS                                  | 3m 51s           | [ 11 ] |
| Chico Malta       |            | PCB        | Nauri Araújo          |                  | PCB              | 21 |                                                                                          |                  | [ 12 ] |
| Elmano de Freitas |            | PT         | Jade Romero           |                  | MDB              | 13 | Ceará cada vez más fuerte FE Brasil (PT, PCdoB, PV), PP, MDB, PRTB, Fed. PSOL REDE, SD   | 3m 37s           | [ 13 ] |
| Roberto Cláudio   |            | PDT        | Domingos Filho        |                  | PSD              | 12 | Del Pueblo, por el Pueblo y para el Pueblo PDT, PSD, PSB, PMN, PATRI, AGIR, PMB, PSC, DC | 2m 31s           | [ 14 ] |
| Serley Leal       |            | UP         | Francisco Bitá Tapeba |                  | UP               | 80 |                                                                                          |                  | [ 15 ] |
| Zé Batista        |            | PSTU       | Reginaldo             |                  | PSTU             | 16 |                                                                                          |                  | [ 16 ] |

## Candidatos a Senador Federal
El siguiente cuadro está organizado en orden alfabético de candidatos según el nombre registrado en el Tribunal Electoral.
     Candidato electo
| Senador/a      | Senador/a      | Senador/a | Suplentes     | Suplentes | Suplentes | Nª  | Partido / Federación                                                                     | Tiempo en franja | Ref.   |
| Candidato      | Partido        | Partido   | Candidato     | Partido   | Partido   | Nª  | Partido / Federación                                                                     | Tiempo en franja | Ref.   |
| -------------- | -------------- | --------- | ------------- | --------- | --------- | --- | ---------------------------------------------------------------------------------------- | ---------------- | ------ |
| Camilo Santana |                | PT        | Augusta Brito |           | PT        | 131 | Ceará cada vez más fuerte FE Brasil (PT, PCdoB, PV), PP, MDB, PRTB, Fed. PSOL REDE, SD   | 1m 48s           | [ 18 ] |
| Camilo Santana | Janaina Farias | PT        |               |           | PT        | 131 | Ceará cada vez más fuerte FE Brasil (PT, PCdoB, PV), PP, MDB, PRTB, Fed. PSOL REDE, SD   | 1m 48s           | [ 18 ] |
| Erika Amorín   |                | PSD       | Mónica Aguiar |           | PDT       | 555 | Del Pueblo, por el Pueblo y para el Pueblo PDT, PSD, PSB, PMN, PATRI, AGIR, PMB, PSC, DC | 1m 15s           | [ 19 ] |
| Erika Amorín   | Diana Carvalho | PSD       |               |           | PDT       | 555 | Del Pueblo, por el Pueblo y para el Pueblo PDT, PSD, PSB, PMN, PATRI, AGIR, PMB, PSC, DC | 1m 15s           | [ 19 ] |
| Camila Cardoso |                | Avante    | Gelson Ferraz |           | REP       | 700 | Unión por Ceará UNIÃO, Avante, PTB, REP, PL, PODE, PROS                                  | 1m 55s           | [ 20 ] |
| Camila Cardoso | pasion pastora | Avante    |               | PTB       |           | 700 | Unión por Ceará UNIÃO, Avante, PTB, REP, PL, PODE, PROS                                  | 1m 55s           | [ 20 ] |

### Candidaturas rechazadas
| Senador      | Senador          | Senador | Suplentes | Suplentes | Suplentes | Nª  | Tiempo de elecciones |
| Candidato    | Partido          | Partido | Candidato | Partido   | Partido   | Nª  | Tiempo de elecciones |
| ------------ | ---------------- | ------- | --------- | --------- | --------- | --- | -------------------- |
| Carlos Silva |                  | PSTU    | Félix     |           | PSTU      | 160 |                      |
| Carlos Silva | María del Carmen | PSTU    |           |           | PSTU      | 160 |                      |

La candidatura de Carlos Silva fue rechazada porque no informó al Tribunal Electoral sobre los gastos de campaña para la prefectura del municipio de Iguatu en 2020, lo que le impidió obtener la baja electoral. Contra la decisión se interpuso recurso de apelación y la candidatura quedó registrada para votos en urna, que, sin embargo, fueron contados como nulos.

### Abandonos
| Senador         | Senador | Senador | Suplentes  | Suplentes | Suplentes | Nª  | Coalición/Federación                                                                     |
| Candidato       | Partido | Partido | Candidato  | Partido   | Partido   | Nª  | Coalición/Federación                                                                     |
| --------------- | ------- | ------- | ---------- | --------- | --------- | --- | ---------------------------------------------------------------------------------------- |
| Amarilio Macedo |         | PSDB    | Dr. Cabeto |           | PSDB      | 456 | Del Pueblo, por el Pueblo y para el Pueblo PDT, PSD, PSB, PMN, PATRI, AGIR, PMB, PSC, DC |
| Amarilio Macedo | Regis   | PSDB    |            | Cidadania |           | 456 | Del Pueblo, por el Pueblo y para el Pueblo PDT, PSD, PSB, PMN, PATRI, AGIR, PMB, PSC, DC |

Inicialmente, el directorio en Ceará de la Federación PSDB Cidadania, bajo el mando de Chiquinho Feitosa, suplente del senador estatal Tasso Jereissati, realizó una convención que definió la neutralidad en el gobierno estatal y las elecciones al Senado. Sin embargo, la dirección nacional de la federación, bajo la influencia de Jereissati, que ganó el control del estado, intervino en la decisión y presentó al empresario Amarílio Macêdo como candidato a senador en la coalición Del Pueblo, Por el Pueblo y para el Pueblo, del candidato a gobernador Roberto Cláudio (PDT), con el Dr. Cabeto, del PSDB, y Regis, de Ciudadanía. Después de que la federación en el estado apelara la nulidad, el TSE suspendió la resolución que aprobaba el nombre de Macêdo, restituyendo la anterior, y devolvió el mando del directorio a Feitosa, lo que implica la exclusión de la Federación Cidadania PSDB de la coalición. Más tarde, Macêdo y Cabeto se incorporaron al equipo de elaboración del plan de gobierno de Cláudio.
| Senadora            | Senadora       | Senadora | Diputados     | Diputados | Diputados | Nª  | Coalición/Federación                                                                     |
| Candidato           | Partido        | Partido  | Candidato     | Partido   | Partido   | Nª  | Coalición/Federación                                                                     |
| ------------------- | -------------- | -------- | ------------- | --------- | --------- | --- | ---------------------------------------------------------------------------------------- |
| Enfermera Ana Paula |                | PDT      | Mónica Aguiar |           | PDT       | 123 | Del Pueblo, por el Pueblo y para el Pueblo PDT, PSD, PSB, PMN, PATRI, AGIR, PMB, PSC, DC |
| Enfermera Ana Paula | Diana Carvalho | PDT      |               |           | PDT       | 123 | Del Pueblo, por el Pueblo y para el Pueblo PDT, PSD, PSB, PMN, PATRI, AGIR, PMB, PSC, DC |

La enfermera Ana Paula, concejala de Fortaleza, incluso tuvo su candidatura para el Senado registrada por el PDT con las suplentes Mônica Aguiar y Diana Carvalho para reemplazar a Amarílio Macêdo en caso de que no pudiera representar a la coalición, pero optó por presentarse a diputada federal y Érika Amorim fue elegida como candidata de la campaña de Roberto Cláudio.
| Senador     | Senador         | Senador | Suplentes       | Suplentes | Suplentes | Nª  | Coalición/Federación   |
| Candidato   | Roto            | Roto    | Candidato       | Roto      | Roto      | Nª  | Coalición/Federación   |
| ----------- | --------------- | ------- | --------------- | --------- | --------- | --- | ---------------------- |
| Paulo Anacé |                 | PSOL    | Walter Rebouças |           | PSOL      | 500 | Alimentados. PSOL REDE |
| Paulo Anacé | Prof. Analberto | PSOL    |                 |           | PSOL      | 500 | Alimentados. PSOL REDE |

Paulo Anacé, líder indígena Anacé, incluso oficializó su candidatura al Senado, pero renunció debido a la decisión de la Federación PSOL REDE de apoyar la candidatura de Camilo Santana, y se postuló como diputado federal por Ceará.

## Plan de medios
La audiencia pública del plan estatal de medios electorales para la transmisión del tiempo electoral, del 26 de agosto al 29 de septiembre de 2022, tuvo lugar el 18 de agosto en la sede de la Justicia Federal en Fortaleza. Después de una votación en la que estuvieron presentes representantes de los partidos y federaciones de partidos y de las estaciones de radio y televisión, se decidió dividir TV Cidade, TV Verdes Mares y TV Jangadeiro en la generación de anuncios en televisión, respectivamente, y Rádio Beach Park generarlos en la radio durante todo el período electoral. También en la audiencia se definieron los horarios y el orden de exhibición de los anuncios de los candidatos. La cláusula barrera aprobada en 2017 excluyó a candidatos del PCB, PSTU y UP porque sus partidos no contaban con el número mínimo de representantes en la Cámara para tener derecho a la propaganda electoral.

## Debates
Durante la campaña electoral, los grupos de comunicación de Ceará realizaron debates con candidatos a gobernador, en los que los postulantes invitados por afiliación a partidos con representación en el Congreso Nacional y para encabezar las encuestas electorales, siendo el Capitán Wagner, Elmano de Freitas y Roberto Claudio.
| Fecha            | Organización                                            | Mediador                            | Elmano (PL) | Wagner (UNIÃO) | Cláudio (PDT) | Ref    |
| ---------------- | ------------------------------------------------------- | ----------------------------------- | ----------- | -------------- | ------------- | ------ |
| 29 de agosto     | TV Cidade Jovem Pan News Fortaleza Gcmais               | Alexandre Medeiros y Bianca Saraiva | P           | P              | P             | [ 32 ] |
| 6 de septiembre  | TV Otimista                                             | Paulo César Norões                  | P           | P              | P             | [ 33 ] |
| 12 de septiembre | O Povo Rádio O Povo CBN CBN Cariri Canal FDR            | Maisa Vasconcelos y Marcos Tardín   | P           | P              | P             | [ 34 ] |
| 16 de septiembre | TV Diário Rádio Verdes Mares Diário do Nordeste         | Ignacio Aguiar                      | P           | P              | P             | [ 35 ] |
| 26 de septiembre | TV Cidade Joven Pan News Fortaleza Gcmais               | Alexandre Medeiros y Bianca Saraiva | P           | P              | P             | [ 36 ] |
| 27 de septiembre | TV Verdes Mares G1 Ceará                                | tales lopes                         | P           | P              | P             | [ 37 ] |
| 29 de septiembre | TV Jangadeiro Jangadeiro BandNews FM Rede Jangadeiro FM | Karla Mora                          | P           | P              | P             | [ 38 ] |

## Encuestas

### Gobernador
| Encuestadora      | Fecha                      | Muestra | Elmano (PT) | Wagner (UNIÃO)      | Cláudio (PDT) | Malta (PCB) | Leal (UP) | Batista (PSTU) | B/N   | NS/NR | Ventaja |    |    |    |    |    |    |
| ----------------- | -------------------------- | ------- | ----------- | ------------------- | ------------- | ----------- | --------- | -------------- | ----- | ----- | ------- | -- | -- | -- | -- | -- | -- |
| Encuestadora      | Fecha                      | Muestra | IPEC        | 29-30 de septiembre | 1 200         | 40%         | 33%       | 17%            | B/N   | NS/NR | Ventaja | 0% | 0% | 0% | 4% | 5% | 7% |
| AtlasIntel        | 26–30 de setembro          | 1 600   | 46,7%       | 31,5%               | 18,3%         | 0%          | 0,1%      | 0%             | 0,7%  | 2,7%  | 15,2%   |    |    |    |    |    |    |
| IPESPE            | 28–30 de setembro          | 1 000   | 33%         | 31%                 | 20%           | 0%          | 0%        | 1%             | 7%    | 8%    | 2%      |    |    |    |    |    |    |
| RealTime Big Data | 28–29 de setembro          | 1 000   | 39%         | 32%                 | 18%           | 0%          | 0%        | 0%             | 4%    | 7%    | 7%      |    |    |    |    |    |    |
| Invox Brasil      | 23–29 de setembro          | 1 600   | 29%         | 28%                 | 27%           | 1%          | 0%        | 0%             | 7%    | 8%    | 1%      |    |    |    |    |    |    |
| AtlasIntel        | 24–28 de setembro          | 1 600   | 43,6%       | 32,4%               | 20,1%         | 0,4%        | 0%        | 0%             | 0,9%  | 2,5%  | 11,2%   |    |    |    |    |    |    |
| Paraná Pesquisas  | 23–27 de setembro          | 1 540   | 33,3%       | 33,1%               | 18,8%         | 0,8%        | 0,3%      | 0,3%           | 6,8%  | 6,6%  | 0,2%    |    |    |    |    |    |    |
| AtlasIntel        | 17–22 de setembro          | 1 600   | 33,5%       | 38,7%               | 17,6%         | 0%          | 0,3%      | 0%             | 6,7%  | 3,3%  | 5,2%    |    |    |    |    |    |    |
| RealTime Big Data | 21–22 de setembro          | 1 000   | 31%         | 31%                 | 20%           | 1%          | 0%        | 1%             | 4%    | 12%   | Empate  |    |    |    |    |    |    |
| IPEC              | 19–21 de setembro          | 1 200   | 30%         | 29%                 | 22%           | 1%          | 0%        | 1%             | 9%    | 8%    | 1%      |    |    |    |    |    |    |
| IPESPE            | 18–20 de setembro          | 1 000   | 28%         | 37%                 | 19%           | 1%          | 0%        | 0%             | 8%    | 8%    | 9%      |    |    |    |    |    |    |
| IPESPE            | 9–11 de setembro           | 1 000   | 23%         | 36%                 | 22%           | 1%          | 0%        | 1%             | 10%   | 7%    | 13%     |    |    |    |    |    |    |
| Paraná Pesquisas  | 8–12 de setembro           | 1 540   | 23,3%       | 36,8%               | 24,4%         | 0,4%        | 0,1%      | 1,3%           | 7,5%  | 6,2%  | 12,4%   |    |    |    |    |    |    |
| RealTime Big Data | 10–12 de setembro          | 1 000   | 26%         | 36%                 | 22%           | 0%          | 0%        | 0%             | 4%    | 12%   | 10%     |    |    |    |    |    |    |
| Invox Brasil      | 6–12 de setembro           | 1 604   | 21%         | 34%                 | 26%           | 0%          | 0%        | 1%             | 8%    | 10%   | 8%      |    |    |    |    |    |    |
| IPEC              | 6–8 de setembro            | 1 200   | 22%         | 35%                 | 21%           | 1%          | 0%        | 1%             | 9%    | 12%   | 13%     |    |    |    |    |    |    |
| Paraná Pesquisas  | 31 de agosto–4 de setembro | 1 540   | 20,9%       | 37,5%               | 24,3%         | 0,6%        | 0,2%      | 1,5%           | 7,9%  | 7,1%  | 13,2%   |    |    |    |    |    |    |
| IPEC              | 29–31 de agosto            | 1 200   | 19%         | 32%                 | 28%           | 0%          | 0%        | 1%             | 10%   | 10%   | 4%      |    |    |    |    |    |    |
| AtlasIntel        | 23–26 de agosto            | 1 600   | 27,1%       | 40,5%               | 18,9%         | 0,1%        | 0,1%      | 0,4%           | 7,4%  | 5,5%  | 13,4%   |    |    |    |    |    |    |
| Invox Brasil      | 24–28 de agosto            | 1 601   | 16%         | 37%                 | 26%           | 1%          | 0%        | 1%             | 9%    | 8%    | 11%     |    |    |    |    |    |    |
| IPESPE            | 20–23 de agosto            | 1 000   | 20%         | 37%                 | 25%           | 1%          | 0%        | 1%             | 10%   | 7%    | 12%     |    |    |    |    |    |    |
| RealTime Big Data | 19–20 de agosto            | 1 000   | 24%         | 38%                 | 25%           |             |           | 1%             | 7%    | 5%    | 13%     |    |    |    |    |    |    |
| Paraná Pesquisas  | 8–12 de agosto             | 1 540   | 17,7%       | 40,1%               | 22,3%         | 0,5%        | 0,3%      | 0,1%           | 10,6% | 8,3%  | 17,8%   |    |    |    |    |    |    |

#### Con precandidatos
| 3 de agosto de 2022         | 3 de agosto de 2022                                                                                               | Adelita Monteiro (PSOL) retiró su candidatura para apoyar Elmano de Freitas (PT)                                  | Adelita Monteiro (PSOL) retiró su candidatura para apoyar Elmano de Freitas (PT)                                  | Adelita Monteiro (PSOL) retiró su candidatura para apoyar Elmano de Freitas (PT)                                  | Adelita Monteiro (PSOL) retiró su candidatura para apoyar Elmano de Freitas (PT)                                  | Adelita Monteiro (PSOL) retiró su candidatura para apoyar Elmano de Freitas (PT)                                  | Adelita Monteiro (PSOL) retiró su candidatura para apoyar Elmano de Freitas (PT)                                  | Adelita Monteiro (PSOL) retiró su candidatura para apoyar Elmano de Freitas (PT)                                  | Adelita Monteiro (PSOL) retiró su candidatura para apoyar Elmano de Freitas (PT)                                  | Adelita Monteiro (PSOL) retiró su candidatura para apoyar Elmano de Freitas (PT)                                  |
| Encuestadora                | Fecha | Muestra | Wagner UNIÃO | Cláudio PDT | Elmano PT | Adelita PSOL | Batista PSTU | Otros | NS/NR | Ventaja |
| Encuestadora                | Fecha | Muestra | | | | | | Otros | NS/NR | Ventaja |
| RecordTV/Real Time Big Data | 2–3/10/20 | 1.500 | 35% | 26% | 20% | 1% | 0% | 0% | 17% | 9% |
| RecordTV/Real Time Big Data | 2–3/10/20 | 1.500 | 35% | 26% | 21% | – | – | – | 18% | 9% |
| O Povo/Ipespe               | 30/07-2/8 | 1.000 | 38% | 28% | 13% | 1% | 1% | 0% | 19% | 10% |
| 18 de julho de 2022         | Roberto Cláudio derrotó a Izolda Cela en disputa interna y fue elegido candidato a gobernador por el PDT en Ceará | Roberto Cláudio derrotó a Izolda Cela en disputa interna y fue elegido candidato a gobernador por el PDT en Ceará | Roberto Cláudio derrotó a Izolda Cela en disputa interna y fue elegido candidato a gobernador por el PDT en Ceará | Roberto Cláudio derrotó a Izolda Cela en disputa interna y fue elegido candidato a gobernador por el PDT en Ceará | Roberto Cláudio derrotó a Izolda Cela en disputa interna y fue elegido candidato a gobernador por el PDT en Ceará | Roberto Cláudio derrotó a Izolda Cela en disputa interna y fue elegido candidato a gobernador por el PDT en Ceará | Roberto Cláudio derrotó a Izolda Cela en disputa interna y fue elegido candidato a gobernador por el PDT en Ceará | Roberto Cláudio derrotó a Izolda Cela en disputa interna y fue elegido candidato a gobernador por el PDT en Ceará | Roberto Cláudio derrotó a Izolda Cela en disputa interna y fue elegido candidato a gobernador por el PDT en Ceará | Roberto Cláudio derrotó a Izolda Cela en disputa interna y fue elegido candidato a gobernador por el PDT en Ceará |
| Encuestadora                | Fecha | Muestra | Wagner UNIÃO | Cláudio PDT | Mauro PDT | Izolda PDT | Adelita PSOL | Otros | NS/NR | Ventaja |
| Encuestadora                | Fecha | Muestra | | | | | | Otros | NS/NR | Ventaja |
| Paraná Pesquisas            | 11–15/07 | 1.540 | 45,4% | – | – | 26,8% | 3% | 0,8% | 24,1% | 18,6% |
| Paraná Pesquisas            | 11–15/07 | 1.540 | 44,5% | 29,2% | – | – | 3,5% | 0,8% | 22% | 15,3% |
| Vox Populi                  | 10–13/07 | 1.304 | 39% | 37% | – | – | – | – | 24% | 2% |
| Vox Populi                  | 10–13/07 | 1.304 | 48% | – | – | 28% | – | – | 24% | 20% |
| Vox Populi                  | 10–13/07 | 1.304 | 30% | | | 52% | – | | 18% | 22% |
| Quaest                      | 27/06-01/07 | 1.500 | 44% | 40% | – | – | – | – | 15% | 4% |
| Quaest                      | 27/06-01/07 | 1.500 | 52% | – | – | 30% | – | – | 18% | 22% |
| Quaest                      | 27/06-01/07 | 1.500 | 55% | – | 23% | – | – | – | 22% | 32% |
| Quaest                      | 27/06-01/07 | 1.500 | 59% | – | – | – | – | 17% | 24% | 42% |
| Real Time Big Data          | 18–20/06 | 1.500 | 40% | 35% | – | – | 2% | [ 41 ] | 23% | 5% |
| Real Time Big Data          | 18–20/06 | 1.500 | 44% | – | – | 29% | 2% | [ 42 ] | 25% | 15% |
| Real Time Big Data          | 18–20/06 | 1.500 | 49% | – | – | – | 3% | 11% | 37% | 38% |
| Real Time Big Data          | 18–20/06 | 1.500 | 45% | – | 19% | – | 3% | [ 44 ] | 33% | 26% |
| Instituto Conectar          | 31/05-04/06 | 1.500 | 29% | 23% | – | – | 2% | 34% | 12% | 5% |
| Instituto Conectar          | 31/05-04/06 | 1.500 | 30% | – | – | 15% | 2% | 40% | 13% | 10% |
| Paraná Pesquisas            | 1–6/05 | 1.540 | 46,5% | – | – | 24,2% | 3,2% | – | 26,1% | 22,3% |
| Paraná Pesquisas            | 1–6/05 | 1.540 | 43,4% | 29,8% | – | – | 2,9% | – | 23,8% | 13,6% |
| Instituto Invox Brasil      | 22–25/04 | 1.602 | 37% | 39% | – | – | 5% | – | 19% | 2% |
| Instituto Invox Brasil      | 22–25/04 | 1.602 | 45% | – | 23% | – | 8% | – | 24% | 22% |
| Instituto Invox Brasil      | 22–25/04 | 1.602 | 48% | – | – | 23% | 10% | – | 19% | 25% |
| Instituto Invox Brasil      | 22–25/04 | 1.602 | 51% | – | – | – | 12% | 13% | 24% | 38% |
| Encuestadora                | Fecha | Muestra | Wagner UNIÃO | Cláudio PDT | Feitosa PSDB | Izolda PDT | Girão PODE | Otros | NS/NR | Ventaja |
| Encuestadora                | Fecha | Muestra | | | | | | Otros | NS/NR | Ventaja |
| Real Time Big Data          | 21–22/03 | 1.000 | 27% | – | 34% | – | 8% | [ 48 ] | 31% | 7% |
| Real Time Big Data          | 21–22/03 | 1.000 | 25% | 42% | – | – | 7% | [ 49 ] | 26% | 17% |
| Real Time Big Data          | 21–22/03 | 1.000 | 27% | – | – | 33% | 8% | [ 50 ] | 32% | 6% |
| 22 de março de 2022         | Capitão Wagner dejó PROS y se unió a Unión Brasil                                                                 | Capitão Wagner dejó PROS y se unió a Unión Brasil                                                                 | Capitão Wagner dejó PROS y se unió a Unión Brasil                                                                 | Capitão Wagner dejó PROS y se unió a Unión Brasil                                                                 | Capitão Wagner dejó PROS y se unió a Unión Brasil                                                                 | Capitão Wagner dejó PROS y se unió a Unión Brasil                                                                 | Capitão Wagner dejó PROS y se unió a Unión Brasil                                                                 | Capitão Wagner dejó PROS y se unió a Unión Brasil                                                                 | Capitão Wagner dejó PROS y se unió a Unión Brasil                                                                 | Capitão Wagner dejó PROS y se unió a Unión Brasil                                                                 |

2021
| Encuestadora      | Fecha      | Muestra | Wagner PROS      | Cláudio PDT | Mauro PDT   | Airton PT | Lopes PSOL | Otros | NS/NR  | Ventaja |       |      |    |   |       |       |
| ----------------- | ---------- | ------- | ---------------- | ----------- | ----------- | --------- | ---------- | ----- | ------ | ------- | ----- | ---- | -- | - | ----- | ----- |
| Encuestadora      | Fecha      | Muestra | Paraná Pesquisas | 11–15/09    | 1.540       | 44,9%     | –          | Otros | NS/NR  | Ventaja | 13,1% | 5,7% | 4% | – | 32,4% | 31,8% |
| 45,9%             | –          | –       | Paraná Pesquisas | 11–15/09    | 1.540       | 6,7%      | 4,1%       | 8%    | 35,3%  | 37,9%   |       |      |    |   |       |       |
| 42,6%             | 26,2%      | –       | Paraná Pesquisas | 11–15/09    | 1.540       | 4,6%      | 2,6%       | –     | 24,1%  | 16,4%   |       |      |    |   |       |       |
|                   |            |         |                  |             |             |           |            |       |        |         |       |      |    |   |       |       |
| Encuestadora      | Fecha      | Muestra | Wagner PROS      | Cid PDT     | Cláudio PDT | Lins PT   | Lopes PSOL | Otros | NS/NR  | Ventaja |       |      |    |   |       |       |
| Encuestadora      | Fecha      | Muestra |                  |             |             |           |            | Otros | NS/NR  | Ventaja |       |      |    |   |       |       |
| Instituto Ranking | 29/07–2/08 | 2.000   | 28,2%            | 30,1%       | 12%         | 5%        | –          | 9,6%  | 15,1%  | 1,9%    |       |      |    |   |       |       |
| Instituto Ranking | 29/07–2/08 | 2.000   | 38,15%           | 41,5%       | –           | –         | –          | –     | 20,35% | 3,35%   |       |      |    |   |       |       |
| Paraná Pesquisas  | 25–29/07   | 1.528   | 35,1%            | 38%         | –           | 10,2%     | 0,7%       | –     | 15,9%  | 2,9%    |       |      |    |   |       |       |
| Paraná Pesquisas  | 25–29/07   | 1.528   | 39,1%            | –           | 24,1%       | 14,4%     | 1,8%       | –     | 20,7%  | 15%     |       |      |    |   |       |       |
| Paraná Pesquisas  | 25–29/07   | 1.528   | 42,8%            | –           | –           | 20,9%     | 1,9%       | 8,6%  | 25,8%  | 21,9%   |       |      |    |   |       |       |

### Senador Federal
| Período                    | Instituto                       | Muestra | Camilo PT                   | Kamila Avante | Érika PSD | Carlos PSTU | B/N   | NS/NR | Ventaja |     |    |    |    |    |     |
| -------------------------- | ------------------------------- | ------- | --------------------------- | ------------- | --------- | ----------- | ----- | ----- | ------- | --- | -- | -- | -- | -- | --- |
| Período                    | Instituto                       | Muestra | 29 de setembro–1 de outubro | IPEC          | 1 200     | 66%         | B/N   | NS/NR | Ventaja | 17% | 3% | 1% | 6% | 7% | 49% |
| 26–30 de setembro          | AtlasIntel CE-01501/2022        | 1 600   | 68,4%                       | 21,2%         | 1,7%      | 0,1%        | 4,7%  | 3,9%  | 47,2%   |     |    |    |    |    |     |
| 28–30 de setembro          | IPESPE CE-07388/2022            | 1 000   | 65%                         | 16%           | 5%        | 0%          | 8%    | 5%    | 49%     |     |    |    |    |    |     |
| 28–29 de setembro          | RealTime Big Data CE-03955/2022 | 1 000   | 64%                         | 15%           | 5%        | 0%          | 9%    | 7%    | 49%     |     |    |    |    |    |     |
| 24–28 de setembro          | AtlasIntel CE-07698/2022        | 1 600   | 65,9%                       | 23,3%}}       |           | 1,7%        | 4,4%  | 4,7%  | 42,6%   |     |    |    |    |    |     |
| 23–27 de setembro          | Paraná Pesquisas CE-05327/2022  | 1 540   | 62,5%                       | 14,5%         | 4,3%      | 0,7%        | 9,3%  | 8,7%  | 48%     |     |    |    |    |    |     |
| 17–22 de setembro          | AtlasIntel CE-04989/2022        | 1 600   | 64,1%                       | 11,9%         |           | 0,1%        | 13%   | 11%   | 48%     |     |    |    |    |    |     |
| 21–22 de setembro          | RealTime Big Data CE-09929/2022 | 1 000   | 61%                         | 13%           | 3%        | 0%          | 11%   | 12%   | 48%     |     |    |    |    |    |     |
| 19–21 de setembro          | IPEC CE-03914/2022              | 1 200   | 66%                         | 13%           | 3%        | 1%          | 9%    | 8%    | 53%     |     |    |    |    |    |     |
| 18–20 de setembro          | IPESPE CE-04936/2022            | 1 000   | 64%                         | 17%           | 3%        | 1%          | 5%    | 10%   | 47%     |     |    |    |    |    |     |
| 9–11 de setembro           | IPESPE CE-06344/2022            | 1 000   | 68%                         | 10%           | 4%        | 1%          | 12%   | 5%    | 58%     |     |    |    |    |    |     |
| 8–12 de setembro           | Paraná Pesquisas CE-04394/2022  | 1 540   | 64,4%                       | 9,5%          | 3,6%      | 1%          | 10,9% | 10,6% | 54,9%   |     |    |    |    |    |     |
| 10–12 de setembro          | RealTime Big Data CE-07864/2022 | 1 000   | 60%                         | 13%           | 4%        | 0%          | 11%   | 12%   | 47%     |     |    |    |    |    |     |
| 6–8 de setembro            | IPEC CE-08984/2022              | 1 200   | 66%                         | 10%           | 4%        | 1%          | 9%    | 11%   | 56%     |     |    |    |    |    |     |
| 31 de agosto–4 de setembro | Paraná Pesquisas CE-04136/2022  | 1 540   | 65,2%                       | 8,4%          | 3,4%      | 1,2%        | 11,4% | 10,5% | 56,8%   |     |    |    |    |    |     |
| 29–31 de agosto            | IPEC CE-08708/2022              | 1 200   | 71%                         | 6%            | 3%        | 2%          | 10%   | 8%    | 65%     |     |    |    |    |    |     |
| 24–28 de agosto            | Invox Brasil CE-06454/2022      | 1 601   | 70%                         | 5%            | 5%        | 3%          | 11%   | 6%    | 65%     |     |    |    |    |    |     |
| 20–23 de agosto            | IPESPE CE-07968/2022            | 1 000   | 65%                         | 4%            |           | 0%          | 13%   | 12%   | 61%     |     |    |    |    |    |     |
| 19–20 de agosto            | RealTime Big Data CE-00164/2022 | 1 000   | 67%                         | 4%            |           | 0%          | 13%   | 12%   | 63%     |     |    |    |    |    |     |
| 8–12 de agosto             | Paraná Pesquisas CE-05755/2022  | 1 540   | 62,4%                       | 3,1%          |           | 0,8%        | 18,6% | 12,8% | 59,3%   |     |    |    |    |    |     |

2022
| Institutos de opinião | Datas de realização                                                           | Entrevistados                                                                 | Camilo PT                                                                     | Paixão PTB                                                                    | Mendes Avante                                                                 | Carlos PSTU                                                                   | Bardawil PL                                                                   | Otros                                                                         | NS/NR                                                                         | Ventaja                                                                       |
| Institutos de opinião | Datas de realização                                                           | Entrevistados                                                                 |                                                                               |                                                                               |                                                                               |                                                                               |                                                                               | Otros                                                                         | NS/NR                                                                         | Ventaja                                                                       |
| Paraná Pesquisas      | 11–15 de julho de 2022                                                        | 1.540                                                                         | 65,3%                                                                         | 3,3%                                                                          | 2,7%                                                                          | 2,3%                                                                          | 1,2%                                                                          | –                                                                             | 25,2%                                                                         | 62%                                                                           |
| Vox Populi            | 10–13 de julho de 2022                                                        | 1.304                                                                         | 68%                                                                           | 4%                                                                            | 1%                                                                            | –                                                                             | 3%                                                                            | –                                                                             | 23%                                                                           | 64%                                                                           |
| 1 de julho de 2022    | O PSTU no Ceará lançou pré-candidatos ao governo estadual e ao Senado Federal | O PSTU no Ceará lançou pré-candidatos ao governo estadual e ao Senado Federal | O PSTU no Ceará lançou pré-candidatos ao governo estadual e ao Senado Federal | O PSTU no Ceará lançou pré-candidatos ao governo estadual e ao Senado Federal | O PSTU no Ceará lançou pré-candidatos ao governo estadual e ao Senado Federal | O PSTU no Ceará lançou pré-candidatos ao governo estadual e ao Senado Federal | O PSTU no Ceará lançou pré-candidatos ao governo estadual e ao Senado Federal | O PSTU no Ceará lançou pré-candidatos ao governo estadual e ao Senado Federal | O PSTU no Ceará lançou pré-candidatos ao governo estadual e ao Senado Federal | O PSTU no Ceará lançou pré-candidatos ao governo estadual e ao Senado Federal |
| Institutos de opinião | Datas de realização                                                           | Entrevistados                                                                 | Camilo PT                                                                     | Paixão PTB                                                                    | Mendes Avante                                                                 | Matos PL                                                                      | Bardawil PL                                                                   | Otros                                                                         | NS/NR                                                                         | Ventaja                                                                       |
| Institutos de opinião | Datas de realização                                                           | Entrevistados                                                                 |                                                                               |                                                                               |                                                                               |                                                                               |                                                                               | Otros                                                                         | NS/NR                                                                         | Ventaja                                                                       |
| Real Time Big Data    | 18–20 de junho de 2022                                                        | 1.500                                                                         | 67%                                                                           | 3%                                                                            | 3%                                                                            | –                                                                             | 1%                                                                            | –                                                                             | 26%                                                                           | 64%                                                                           |
| Real Time Big Data    | 18–20 de junho de 2022                                                        | 1.500                                                                         | 66%                                                                           | 2%                                                                            | 2%                                                                            | 6%                                                                            | –                                                                             | –                                                                             | 24%                                                                           | 60%                                                                           |
| Paraná Pesquisas      | 1–6 de maio de 2022                                                           | 1.540                                                                         | 66,8%                                                                         | 2,7%                                                                          | 3%                                                                            | –                                                                             | 0,5%                                                                          | –                                                                             | 27%                                                                           | 63,8%                                                                         |
| Paraná Pesquisas      | 1–6 de maio de 2022                                                           | 1.540                                                                         | 66,2%                                                                         | 2,5%                                                                          | 2,7%                                                                          | 2,8%                                                                          | –                                                                             | –                                                                             | 25,9%                                                                         | 63,4%                                                                         |

2021
| Encuestadora      | Fecha                           | Muestra | Camilo PT        | Tasso PSDB                | Domingos PSD | Anna PSOL | Arruda IND | Otros | NS/NR | Ventaja |      |    |   |      |       |       |
| ----------------- | ------------------------------- | ------- | ---------------- | ------------------------- | ------------ | --------- | ---------- | ----- | ----- | ------- | ---- | -- | - | ---- | ----- | ----- |
| Encuestadora      | Fecha                           | Muestra | Paraná Pesquisas | 11–15 de setembro de 2021 | 1.540        | 54%       | 17,7%      | Otros | NS/NR | Ventaja | 3,3% | 1% | – | 6,5% | 17,5% | 36,3% |
| Instituto Ranking | 29 de julho–2 de agosto de 2021 | 2.000   | 42%              | 26,15%                    | 4,05%        | 3%        | 4,2%       | –     | 20,6% | 15,85%  |      |    |   |      |       |       |
| Paraná Pesquisas  | 25–29 de junho de 2021          | 1.528   | 53,7%            | 22,5%                     | 4,2%         | 1,8%      | –          | –     | 17,8% | 31,2%   |      |    |   |      |       |       |
| Paraná Pesquisas  | 25–29 de junho de 2021          | 1.528   | 53,9%            | 23,1%                     | –            | 2%        | 3,7%       | –     | 17,3% | 30,8%   |      |    |   |      |       |       |

## Resultados

### Gobernador
| Candidato                 | Candidato                 | Candidato                  | Votos     | %      |
| Gobernador                | Gobernador                | Vicegobernador/a           | Votos     | %      |
| ------------------------- | ------------------------- | -------------------------- | --------- | ------ |
|                           | Elmano de Freitas (PT)    | Jade Romero (MDB)          | 2 808 300 | 54,02  |
|                           | Capitán Wagner (UNIÃO)    | Raimundo Matos (PL)        | 1 649 213 | 31,72  |
|                           | Roberto Claudio (PDT)     | Domingos Filho (PSD)       | 734 976   | 14,14  |
|                           | Chico Malta (PCB)         | Nauri Araújo (PCB)         | 3 015     | 0,06   |
|                           | Serley Leal (UP)          | Francisco Bitá Tapeba (UP) | 1 881     | 0,04   |
|                           | Zé Batista (PSTU)         | Reginaldo (PSTU)           | 1 507     | 0,03   |
|                           |                           |                            |           |        |
| Votos válidos             | Votos válidos             | Votos válidos              | 5 198 892 | 92,45  |
| Votos nulos               | Votos nulos               | Votos nulos                | 249 099   | 4,43   |
| Votos en blanco           | Votos en blanco           | Votos en blanco            | 175 459   | 3,12   |
| Total                     | Total                     | Total                      | 5 623 450 | 100,00 |
| Registrados/Participación | Registrados/Participación | Registrados/Participación  | 6 812 993 | 82,54  |

### Senador Federal
| Candidato                 | Candidato                 | Partido                   | Votos     | %      |
| ------------------------- | ------------------------- | ------------------------- | --------- | ------ |
|                           | Camilo Santana            | PT                        | 3 389 513 | 69,80  |
|                           | Kamila Cardoso            | AVANTE                    | 1 273 272 | 26,22  |
|                           | Erika Amorim              | PSD                       | 193 243   | 3,98   |
|                           | Carlos Silva              | PSTU                      | 0         | 0%     |
|                           |                           |                           |           |        |
| Votos válidos             | Votos válidos             | Votos válidos             | 4 856 028 | 86,35  |
| Votos nulos               | Votos nulos               | Votos nulos               | 454 152   | 8,08   |
| Votos en blanco           | Votos en blanco           | Votos en blanco           | 313 270   | 5,57   |
| Total                     | Total                     | Total                     | 5 623 450 | 100,00 |
| Registrados/Participación | Registrados/Participación | Registrados/Participación | 6 812 993 | 82,54  |

### Diputados federales electos
| Candidato                | Partido | Votos   | Ciudad de origen     | Estado         | Criterios de elección |
| ------------------------ | ------- | ------- | -------------------- | -------------- | --------------------- |
| André Fernandes          | PL      | 229.509 | Iguatu               | Ceará          | Quociente partidário  |
| Júnior Mano              | PL      | 216.531 | Nova Russas          | Ceará          | Quociente partidário  |
| Célio Studart            | PSD     | 205.106 | Fortaleza            | Ceará          | Quociente partidário  |
| Eunício Oliveira         | MDB     | 188.289 | Lavras da Mangabeira | Ceará          | Quociente partidário  |
| Idilvan Alencar          | PDT     | 187.433 | Crato                | Ceará          | Quociente partidário  |
| José Nobre Guimarães     | PT      | 186.136 | Quixeramobim         | Ceará          | Quociente partidário  |
| Luizianne Lins           | PT      | 182.232 | Fortaleza            | Ceará          | Quociente partidário  |
| Domingos Neto            | PSD     | 175.074 | Fortaleza            | Ceará          | Quociente partidário  |
| Antonio José Albuquerque | PP      | 155.456 | Fortaleza            | Ceará          | Média                 |
| Robério Monteiro         | PDT     | 151.030 | Itarema              | Ceará          | Quociente partidário  |
| Matheus Noronha          | PL      | 150.823 | Parambu              | Ceará          | Quociente partidário  |
| Mauro Filho              | PDT     | 135.038 | Fortaleza            | Ceará          | Quociente partidário  |
| Fernanda Pessoa          | UNIÃO   | 121.469 | Fortaleza            | Ceará          | Quociente partidário  |
| Moses Rodrigues          | UNIÃO   | 113.294 | Sobral               | Ceará          | Quociente partidário  |
| André Figueiredo         | PDT     | 111.886 | Fortaleza            | Ceará          | Quociente partidário  |
| Eduardo Bismarck         | PDT     | 102.287 | Fortaleza            | Ceará          | Média                 |
| Luiz Gastão              | PSD     | 96.537  | Petrópolis           | Río de Janeiro | Média                 |
| Yuri do Paredão          | PL      | 90.425  | Juazeiro do Norte    | Ceará          | Quociente partidário  |
| Danilo Forte             | UNIÃO   | 88.470  | Fortaleza            | Ceará          | Quociente partidário  |
| José Airton              | PT      | 82.274  | Aracati              | Ceará          | Média                 |
| Jaziel Pereira           | PL      | 79.358  | Camocim              | Ceará          | Média                 |
| Dayany do Capitão        | UNIÃO   | 54.526  | Fortaleza            | Ceará          | Média                 |

#### Por Partido/Federación
| N.º                       | Partido                                          | Votos     | %      | Escaños | ±           |
| ------------------------- | ------------------------------------------------ | --------- | ------ | ------- | ----------- |
| 22                        | Partido Liberal (PL)                             | 1 058 947 | 20,73  | 5       | 4           |
| 12                        | Partido Democrático Laborista (PDT)              | 975 407   | 19,09  | 5       | 1           |
| 44                        | Unión Brasil (UNIÃO)                             | 719 801   | 14,09  | 4       | 3           |
| 55                        | Partido Social Democrático (PSD)                 | 621 809   | 12,17  | 3       | 2           |
| 13                        | Partido de los Trabajadores (PT)                 | 562 457   | 11,01  | 3       | Sin cambios |
| 15                        | Movimento Democrático Brasileño (MDB)            | 259 545   | 5,08   | 1       | Sin cambios |
| 11                        | Progresistas (PP)                                | 225 463   | 4,41   | 1       | Sin cambios |
| 10                        | Republicanos (REP)                               | 179 371   | 3,51   | 0       | Sin cambios |
| 40                        | Partido Socialista Brasileiro (PSB)              | 169 478   | 3,32   | 0       | 1           |
| 50                        | Partido Socialismo y Libertad (PSOL)             | 124 879   | 2,44   | 0       | Sin cambios |
| 65                        | Partido Comunista de Brasil (PCdoB)              | 51 167    | 1,00   | 0       | Sin cambios |
| 70                        | Avante (AVANTE)                                  | 36 800    | 0,72   | 0       | 1           |
| 45                        | Partido de la Social Democracia Brasileña (PSDB) | 31 076    | 0,61   | 0       | 1           |
| 23                        | Ciudadanía (CIDADANIA)                           | 23 499    | 0,46   | 0       | Sin cambios |
| 20                        | Partido Social Cristiano (PSC)                   | 11 900    | 0,23   | 0       | Sin cambios |
| 33                        | Partido de la Movilización Nacional (PMN)        | 11 061    | 0,22   | 0       | Sin cambios |
| 14                        | Partido Laborista Brasileño (PTB)                | 6 814     | 0,13   | 0       | 1           |
| 19                        | Podemos (PODE)                                   | 5 701     | 0,11   | 0       | Sin cambios |
| 43                        | Partido Verde (PV)                               | 5 668     | 0,11   | 0       | 1           |
| 21                        | Partido Comunista Brasileño (PCB)                | 5 652     | 0,11   | 0       | Sin cambios |
| 18                        | Red de Sostenibilidad (REDE)                     | 4 553     | 0,09   | 0       | Sin cambios |
| 51                        | Patriota (PATRI)                                 | 4 551     | 0,09   | 0       | 1           |
| 90                        | Partido Republicano de Orden Social (PROS)       | 3 722     | 0,07   | 0       | 2           |
| 36                        | Actuar (AGIR-36)                                 | 3 030     | 0,06   | 0       | Sin cambios |
| 35                        | Partido de la Mujer Brasileña (PMB)              | 2 746     | 0,05   | 0       | Sin cambios |
| 80                        | Unidad Popular (UP)                              | 2 327     | 0,05   | 0       | Sin cambios |
| 29                        | Partido de la Causa Obrera (PCO)                 | 815       | 0,02   | 0       | Sin cambios |
|                           |                                                  |           |        |         |             |
| Votos válidos             | Votos válidos                                    | 8.667.044 | 90,84  |         |             |
| Votos en blanco           | Votos en blanco                                  | 295.582   | 5,26   |         |             |
| Votos nulos               | Votos nulos                                      | 219.629   | 3,90   |         |             |
| Total                     | Total                                            | 5.623.450 | 100,00 | 22      | Sin cambios |
| Registrados/Participación | Registrados/Participación                        | 6.812.993 | 82,54  |         |             |
| Fuente:                   |                                                  |           |        |         |             |

### Diputados estatales electos
| Candidato                | Partido      | Votos   | Ciudad de origen     | Estado               | Criterios de elección |
| ------------------------ | ------------ | ------- | -------------------- | -------------------- | --------------------- |
| Carmelo Neto             | PL           | 118.603 | Fortaleza            | Ceará                | Quociente partidário  |
| Evandro Leitão           | PDT          | 113.808 | Fortaleza            | Ceará                | Quociente partidário  |
| Marta Gonçalves          | PL           | 112.787 | Fortaleza            | Ceará                | Quociente partidário  |
| Fernando Santana         | PT           | 111.639 | Juazeiro do Norte    | Ceará                | Quociente partidário  |
| Sergio Aguiar            | PDT          | 97.522  | Fortaleza            | Ceará                | Quociente partidário  |
| Romeu Aldigueri          | PDT          | 90.399  | Fortaleza            | Ceará                | Quociente partidário  |
| Zezinho Albuquerque      | PP           | 85.138  | Massapê              | Ceará                | Quociente partidário  |
| Dra Silvana              | PL           | 83.423  | Fortaleza            | Ceará                | Quociente partidário  |
| Gabriella Aguiar         | PSD          | 83.128  | Fortaleza            | Ceará                | Quociente partidário  |
| Renato Roseno            | PSOL         | 83.062  | São Paulo            | São Paulo            | Quociente partidário  |
| Cláudio Pinho            | PDT          | 82.267  | Fortaleza            | Ceará                | Quociente partidário  |
| Osmar Baquit             | PDT          | 79.769  | Quixadá              | Ceará                | Quociente partidário  |
| Alcides Fernandes        | PL           | 79.207  | Jucás                | Ceará                | Quociente partidário  |
| David Durand             | Republicanos | 78.419  | Fortaleza            | Ceará                | Quociente partidário  |
| Guilherme Landim         | PDT          | 76.726  | Campinas             | São Paulo            | Quociente partidário  |
| João Jaime               | PP           | 76.053  | Fortaleza            | Ceará                | Quociente partidário  |
| Marcos Sobreira          | PDT          | 72.183  | Iguatu               | Ceará                | Quociente partidário  |
| Jeová Mota               | PDT          | 68.881  | Tamboril             | Ceará                | Quociente partidário  |
| Agenor Neto              | MDB          | 68.289  | Iguatu               | Ceará                | Quociente partidário  |
| Antonio Henrique         | PDT          | 67.148  | Martins              | Río Grande del Norte | Quociente partidário  |
| Lia Gomes                | PDT          | 67.000  | Sobral               | Ceará                | Quociente partidário  |
| Queiroz Filho            | PDT          | 64.374  | Fortaleza            | Ceará                | Quociente partidário  |
| Danniel Oliveira         | MDB          | 63.463  | Lavras da Mangabeira | Ceará                | Quociente partidário  |
| Fransisco de Assis Diniz | PT           | 63.253  | Cedro                | Ceará                | Quociente partidário  |
| Moises Braz              | PT           | 63.149  | Massapê              | Ceará                | Quociente partidário  |
| Oriel Guimaraes          | PDT          | 60.642  | Icó                  | Ceará                | Média                 |
| Firmo Camurça            | UNIÃO        | 57.836  | Maracanaú            | Ceará                | Quociente partidário  |
| João Salmito Filho       | PDT          | 56.624  | Fortaleza            | Ceará                | Média                 |
| Leonardo Pinheiro        | PP           | 56.059  | Fortaleza            | Ceará                | Média                 |
| Alysson Aguiar           | PCdoB        | 55.449  | São Benedito         | Ceará                | Quociente partidário  |
| Davi de Raimundão        | MDB          | 55.112  | Juazeiro do Norte    | Ceará                | Quociente partidário  |
| Oscar Rodrigues          | UNIÃO        | 54.066  | Sobral               | Ceará                | Quociente partidário  |
| Dr. Lucílvio Girão       | PSD          | 52.368  | Maranguape           | Ceará                | Quociente partidário  |
| Luana Ribeiro            | Cidadania    | 51.548  | Fortaleza            | Ceará                | Quociente partidário  |
| Josefa Medeiros Farias   | PT           | 47.816  | Itapajé              | Ceará                | Quociente partidário  |
| Julio Cesar Costa Lima   | PT           | 46.082  | Fortaleza            | Ceará                | Quociente partidário  |
| Juliana Lucena           | PT           | 45.474  | Fortaleza            | Ceará                | Quociente partidário  |
| Manoel Missias Bezerra   | PT           | 44.853  | Fortaleza            | Ceará                | Quociente partidário  |
| Sargento Reginauro       | UNIÃO        | 41.635  | Fortaleza            | Ceará                | Quociente partidário  |
| Larissa Gaspar           | PT           | 37.887  | Fortaleza            | Ceará                | Média                 |
| Felipe Mota              | UNIÃO        | 36.949  | Fortaleza            | Ceará                | Média                 |
| Fernando Hugo            | PSD          | 36.880  | Fortaleza            | Ceará                | Quociente partidário  |
| Luiz Henrique Castelo    | Republicanos | 35.149  | Fortaleza            | Ceará                | Média                 |
| Emilia Pessoa            | PSDB         | 33.275  | Caucaia              | Ceará                | Quociente partidário  |
| Lucinildo Frota          | PMN          | 21.751  | Maracanaú            | Ceará                | Quociente partidário  |
| Stuart Castro            | AVANTE       | 17.243  | Fortaleza            | Ceará                | Quociente partidário  |

#### Por Partido/Federación
| N.º                       | Partido                                          | Votos     | %      | Escaños | ±           |
| ------------------------- | ------------------------------------------------ | --------- | ------ | ------- | ----------- |
| 12                        | Partido Democrático Laborista (PDT)              | 1 238 562 | 24,50  | 13      | 1           |
| 13                        | Partido de los Trabajadores (PT)                 | 807 069   | 15,97  | 8       | 4           |
| 22                        | Partido Liberal (PL)                             | 495 261   | 9,80   | 4       | 3           |
| 44                        | Unión Brasil (UNIÃO)                             | 406 255   | 8,04   | 4       | 1           |
| 15                        | Movimento Democrático Brasileiro (MDB)           | 371 640   | 7,35   | 3       | 1           |
| 55                        | Partido Social Democrático (PSD)                 | 330 399   | 6,54   | 3       | 1           |
| 11                        | Progresistas (PP)                                | 295 195   | 5,84   | 3       | Sin cambios |
| 10                        | Republicanos (REP)                               | 193 522   | 3,83   | 2       | 1           |
| 45                        | Partido de la Social Democracia Brasileña (PSDB) | 158 955   | 3,14   | 1       | 1           |
| 50                        | Partido Socialismo y Libertad (PSOL)             | 158 940   | 3,14   | 1       | Sin cambios |
| 70                        | Avante (AVANTE)                                  | 141 869   | 2,81   | 1       | 1           |
| 33                        | Partido de la Movilización Nacional (PMN)        | 140 834   | 2,79   | 1       | 1           |
| 23                        | Ciudadanía (Cidadania)                           | 113 060   | 2,24   | 1       | Sin cambios |
| 65                        | Partido Comunista de Brasil (PCdoB)              | 106 435   | 2,11   | 1       | 1           |
| 43                        | Partido Verde (PV)                               | 37 069    | 0,73   | 0       | Sin cambios |
| 36                        | Actuar (AGIR-36)                                 | 18 628    | 0,37   | 0       | Sin cambios |
| 40                        | Partido Socialista Brasileiro (PSB)              | 14 262    | 0,28   | 0       | Sin cambios |
| 14                        | Partido Laborista Brasileiro (PTB)               | 13 763    | 0,27   | 0       | Sin cambios |
| 90                        | Partido Republicano de Orden Social (PROS)       | 6 596     | 0,13   | 0       | 2           |
| 19                        | Podemos (PODE)                                   | 4 214     | 0,08   | 0       | Sin cambios |
| 80                        | Unidad Popular (UP)                              | 1 662     | 0,03   | 0       | Sin cambios |
| 18                        | Red de Sostenibilidad (REDE)                     | 806       | 0,02   | 0       | Sin cambios |
|                           |                                                  |           |        |         |             |
| Votos válidos             | Votos válidos                                    | 5.054.996 | 89,89  |         |             |
| Votos en blanco           | Votos en blanco                                  | 316.083   | 5,62   |         |             |
| Votos nulos               | Votos nulos                                      | 209.694   | 3,73   |         |             |
| Total                     | Total                                            | 5.623.450 | 100,00 | 46      | Sin cambios |
| Registrados/Participación | Registrados/Participación                        | 6.812.993 | 82,54  |         |             |